# Patata dell'alta valle Belbo
La patata dell'alta valle Belbo è una varietà di patata.

## Zona di produzione

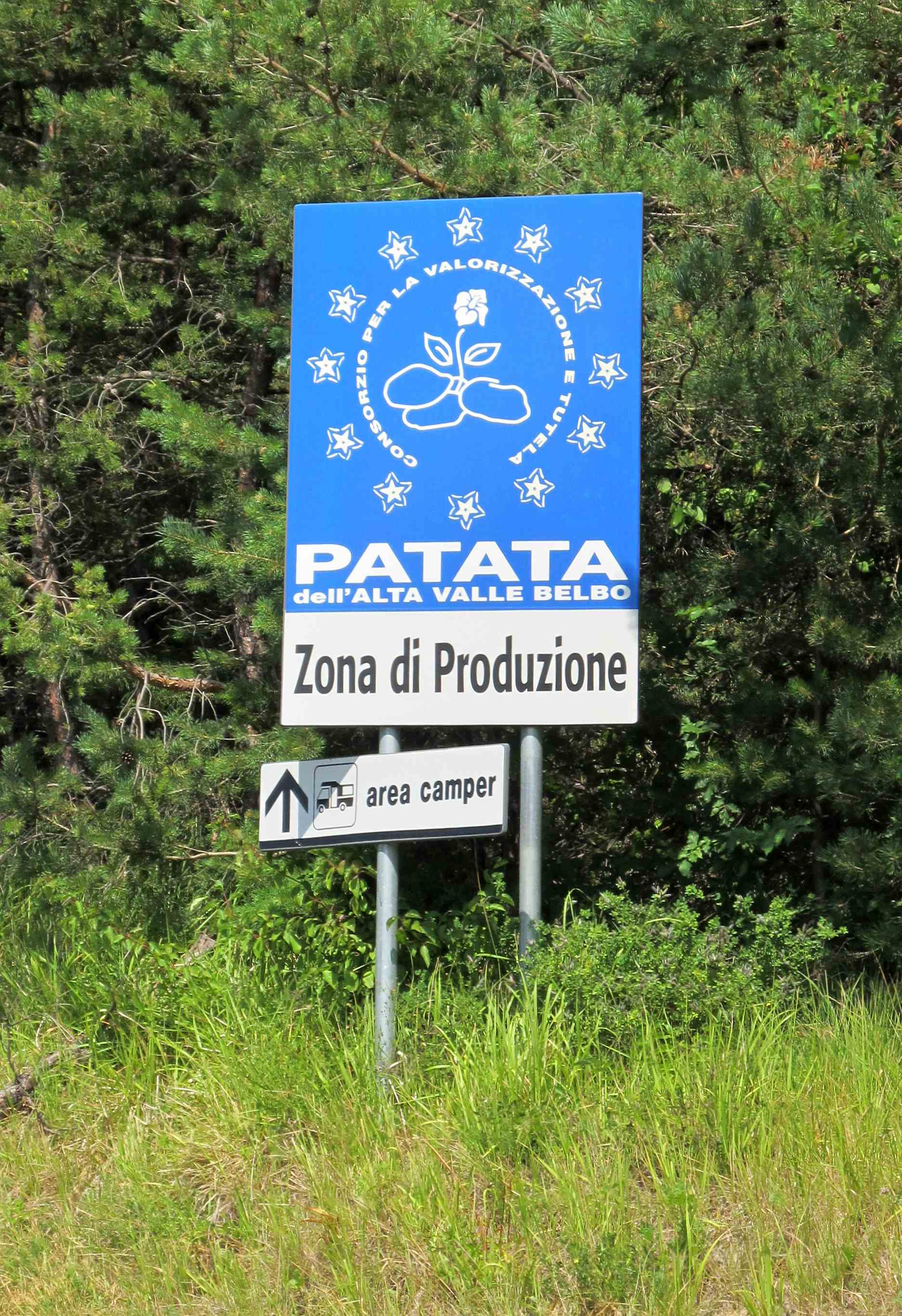
Cartello stradale a Murazzano con l'indicazione della zona di produzione

Nota anche con il nome patata di Mombarcaro, è prodotta su terreni collinari o montani con un'altitudine non superiore a 900 metri nel comune di cui porta il nome ed in tutta la valle Belbo, che comprende anche Montezemolo, Sale delle Langhe, Sale San Giovanni, Camerana, Paroldo, Murazzano, San Benedetto Belbo, Niella Belbo, Feisoglio, Cravanzana, Bosia, Castino, Roascio, Torresina, Castellino Tanaro, Igliano, Marsaglia.  A Mombarcaro un consorzio ne incentiva la produzione dal 1998.

## Caratteristiche
Una delle caratteristiche della cultivar è l'alta concentrazione di amidi,  vitamina C e potassio.
I tuberi sono molto saporiti. La raccolta, data la quota abbastanza elevata, è relativamente tardiva ed avviene in genere durante la prima decade di agosto.